# Geranium shikokianum
Geranium shikokianum är en näveväxtart som beskrevs av Jinzô Matsumura. Geranium shikokianum ingår i släktet nävor, och familjen näveväxter. Inga underarter finns listade i Catalogue of Life.